# Anatolij Witkow
Anatolij Serhijowycz Witkow, ukr. Анатолій Сергійович Вітков, ros. Анатолий Сергеевич Витков, Anatolij Siergiejewicz Witkow (ur. 24 czerwca 1937 w Nowogrodzie Wołyńskim, Ukraińska SRR, zm. 30 listopada 2009 w Połtawie, Ukraina) – ukraiński piłkarz, grający na pozycji obrońcy, trener piłkarski.

## Kariera piłkarska
Wychowanek Szkoły Sportowej w Nowogrodzie Wołyńskim. Pierwszy trener W.Abramow. W 1961 rozpoczął karierę piłkarską w drużynie Awanhard Krzemieńczuk. W 1962 przeszedł do Naftowyka Drohobycz. W 1963 został zaproszony do klubu z Połtawy, który nazywał się na Kołhospnyk, Kołos, Silbud i Budiwelnyk. W 1970 po 8 latach występów zakończył karierę piłkarza.

## Kariera trenerska
Po zakończeniu kariery piłkarza rozpoczął pracę szkoleniowca. Najpierw pracował w Szkole Sportowej w Połtawie. Od grudnia 1974 do maja 1976 prowadził Kołos Połtawa.
30 listopada 2009 zmarł w Połtawie w wieku 72 lat.